# 대전산성초등학교
대전산성초등학교는 대한민국 대전광역시 중구에 있는 공립 초등학교이다.

## 학교 연혁
- 1970. 09. 01 대전문화국민학교 산성 분교장 인가
- 1971. 04. 15 대전산성국민학교 12학급 개교
- 1991. 11. 08 동부교육청지정 독서교육 시범학교 운영
- 1994. 09. 01 36학급 편성(대전보성국민학교 분리)
- 1995. 10. 01 학교 단체 급식 실시
- 1996. 03. 01 초등학교로 명칭 변경
- 1997. 03. 10 병설 유치원 개원(1학급)
- 1998. 03. 01 특수학급 개설(1학급)
- 2001. 11. 23 교육인적자원부 ICT활용 연구시범학교 운영 보고
- 2009. 03. 01 35학급 편성(1학급), 시지정 진로교육 시범학교 운영(~2011.02.2년간)
- 2010. 03. 01 35학급 편성(특수1,유치원2), 시지정 진로교육 시범학교 운영 2년차(2009.3.1~2011.2.28)
- 2011. 03. 01 34학급 편성(특수1, 유치원2), 교육복지투자연계학교 및 8지구 중심학교 지정(2011.3.1~2012.2.29)
- 2012. 03. 01 35학급 편성(특수2, 유치원2), 교육복지투자연계학교 지정(2012.3.1~2013.2.28)
- 2013. 03. 01 36학급 편성(특수2, 유치원3), 시지정 융합인재교육 시범학교 운영(2013.3.1~2015.2.28)
- 2014. 03. 01 36학급 편성(특수2, 유치원3), 시지정 융합인재교육 시범학교 운영(2013.3.1~2015.2.28)
- 2015. 02. 13 제44회 졸업식
- 2015. 03. 01 35학급 편성(특수2, 유치원3)

## 참고 자료
- 대전산성초등학교 - 한국교육학술정보원 학교알리미